# Марамек (Оклахома)
Марамек (енгл. Maramec) град је у америчкој савезној држави Оклахома.

## Демографија
По попису из 2010. године број становника је 91, што је 13 (-12,5%) становника мање него 2000. године.
| Група             | 2000.      | 2010.      |
| Белци             | 95 (91,3%) | 79 (86,8%) |
| Афроамериканци    | 0 (0,0%)   | 0 (0,0%)   |
| Азијати           | 1 (1,0%)   | 0 (0,0%)   |
| Хиспаноамериканци | 5 (4,8%)   | 0 (0,0%)   |
| Укупно            | 104        | 91         |